# Моно, Луиз
Луиз Моно (фр. Louise Monot, род. 30 декабря 1981, Париж) — французская киноактриса.

## Биография
Луиз Моно родилась в Париже. В пятнадцать лет она выиграла модельный конкурс и получила фотосессию для журнала 20 ans. В семнадцать лет Моно стала актрисой. Её карьера началась с телевизионных работ, первой из которых была небольшая роль в детективном сериале «Кордье — стражи порядка». Вскоре Моно получила главную роль в телевизионном фильме «Однополые родители», показанном в 2001 году. Она сыграла роль школьницы, чьи родители — гомосексуалисты. До середины 2000-х Моно не появлялась на большом экране, участвуя лишь в телевизионных проектах. Её прорыв пришёлся на 2005 год, в котором вышел фильм «Любовь, о которой молчат», где Луиз исполнила роль молодой еврейки, выживающей в оккупированном Германией Париже и влюблённой в своего спасителя, который является геем и потому не может ответить ей взаимностью. За игру в этом фильме Моно была награждена призом кинофестиваля в Люшоне в номинации «лучшая молодая актриса». В том же году состоялся дебют актрисы в большом кино, пришедшийся на драматический фильм «Ад» с Сарой Форестье в главной роли.
В 2006 году вышел второй крупный фильм Моно — романтическая комедия «Как жениться и остаться холостым» с Аленом Шаба и Шарлоттой Генсбур в главных ролях, сама Луиз исполнила небольшую роль второго плана. Тогда же актриса дебютировала на театральной сцене, сыграв одну из главных ролей в постановке пьесы «Мальчик из Бруклина» американского драматурга Дональда Маргулиса. В 2007 году, с выходом норвежской комедии «Во власти женщины» режиссёра Петтера Несса, карьера Моно вышла на международный уровень. В комедийном фильме 2009 года «Агент 117: Миссия в Рио» сыграла обворожительную израильскую шпионку и напарницу героя Жана Дюжардена.

## Избранная фильмография
| Год  |    | Русское название                 | Оригинальное название            | Роль               |
| ---- | -- | -------------------------------- | -------------------------------- | ------------------ |
| 2000 | с  | Кордье — стражи порядка          | Les Cordier, juge et flic        | Летиция            |
| 2001 | тф | Однополые родители               | Des parents pas comme les autres | Олимпия            |
| 2002 | с  | Лавка Луи-антиквара              | Louis la brocante                | Марта              |
| 2002 | с  | Страшное лето                    | La ligne noire                   | Зои                |
| 2003 | тф | Вторая правда                    | La deuxième vérité               | Чарли              |
| 2005 | тф | Любовь, о которой молчат         | Un amour à taire                 | Сара / Ивон        |
| 2006 | тф | Проклятие чёрного ангела         | Ange de feu                      | Лола Сорель        |
| 2006 | ф  | Ад                               | Hell                             | Виктория           |
| 2006 | ф  | Как жениться и остаться холостым | Prête-moi ta main                | Максин             |
| 2007 | тф | Скупой                           | L'avare                          | Марианна           |
| 2007 | ф  | Во власти женщины                | Tatt av kvinnen                  | Мирлинда           |
| 2007 | с  | Авиньонское пророчество          | La prophétie d'Avignon           | Эстель Эсперанса   |
| 2008 | ф  | Однажды в Марселе                | MR 73                            | Бландин            |
| 2009 | ф  | Агент 117: Миссия в Рио          | OSS 117: Rio ne répond plus      | Долорес Кулешова   |
| 2009 | ф  | Свадебный торт                   | Pièce montée                     | Натали             |
| 2010 | ф  | Маленькие секреты                | Les petits mouchoirs             | Леа                |
| 2012 | ф  | План рассадки                    | Plan de table                    | Мари               |
| 2012 | ф  | Банда Пикассо                    | La banda Picasso                 | Мари Лорансен      |
| 2013 | ф  | Девочка на велосипеде            | Girl on a Bicycle                | Сесиль             |
| 2018 | с  | МакМафия                         | McMafia                          | Сильвия (6 эпизод) |